# Typosyllis pigmentata
Typosyllis pigmentata är en ringmaskart som först beskrevs av Chamberlin 1919.  Typosyllis pigmentata ingår i släktet Typosyllis och familjen Syllidae. Inga underarter finns listade i Catalogue of Life.